# Блуменау (микрорегион)

Блуменау на карте.

Блуменау (порт. Microrregião de Blumenau) — микрорегион в Бразилии, входит в штат Санта-Катарина. Составная часть мезорегиона Вали-ду-Итажаи. 
Население составляет 	677 376	 человек (на 2010 год). Площадь — 	4 743,846	 км². Плотность населения — 	142,79	 чел./км².

## Демография
Согласно сведениям, собранным в ходе переписи 2010 г. Национальным институтом географии и статистики (IBGE), население микрорегиона составляет:						
| Полное население                             | Полное население                             | Полное население                             | Полное население                             | 677 376 |
| -------------------------------------------- | -------------------------------------------- | -------------------------------------------- | -------------------------------------------- | ------- |
| в том числе:                                 | Городское население                          | 609 704                                      | Процент городского населения, %              | 90,01   |
|                                              | Сельское население                           | 67 672                                       | Процент сельского населения, %               | 9,99    |
|                                              | Мужское население                            | 335 586                                      | Процент мужского населения, %                | 49,54   |
|                                              | Женское население                            | 341 790                                      | Процент женского населения, %                | 50,46   |
| Плотность населения, чел/км²                 | Плотность населения, чел/км²                 | Плотность населения, чел/км²                 | Плотность населения, чел/км²                 | 142,79  |
| Население микрорегиона в % к населению штата | Население микрорегиона в % к населению штата | Население микрорегиона в % к населению штата | Население микрорегиона в % к населению штата | 10,84   |

## Статистика
- Валовой внутренний продукт на 2003 составляет 7 365 465 036,00 реалов (данные: Бразильский институт географии и статистики).
- Валовой внутренний продукт на душу населения на 2003 составляет 12 502,00 реалов (данные: Бразильский институт географии и статистики).
- Индекс развития человеческого потенциала на 2000 составляет 0,843 (данные: Программа развития ООН).

## Состав микрорегиона
В составе микрорегиона включены следующие муниципалитеты:
1. Апиуна
2. Аскурра
3. Бенедиту-Нову
4. Блуменау
5. Ботувера
6. Бруски
7. Дотор-Педринью
8. Гаспар
9. Гуабируба
10. Индаял
11. Луис-Алвис
12. Помероди
13. Риу-дус-Седрус
14. Родею
15. Тимбо